# Thürnen
Pour les articles homonymes, voir Thurnen.
Thürnen est une commune suisse du canton de Bâle-Campagne, située dans le district de Sissach.